# Mahres
Mahres (nell'arabo tunisino: luogo di guardia), conosciuto anche come Mahares o El Mahres, è una cittadina della Tunisia di circa 17.000 abitanti. Durante l'estate, la popolazione aumenta fino a 30.000 abitanti con il ritorno di molti che vivono all'estero, in Francia e altrove in Europa.

## Storia
La cittadina è ubicata in una posizione strategica tra due vie Romane importanti che collegavano Cartagine ad Alessandria d'Egitto. La fortezza bizantina di Iunga, l'unico sito archeologico del suo genere nella regione, è testimonianza dell'importanza storica del Mahres.
La cittadina prende il proprio nome dalla funzione protettiva che svolgeva dall'epoca antica fino al periodo arabo. Mahres fu una componente chiave dell'impero fenicio in Tunisia come porto commerciale, e ciò aiutò la conversione dei berberi al Cristianesimo durante i periodi romano e bizantino. Durante il periodo aghlabita, invece, quando la presenza musulmana era predominante, Mahres fu un imponente baluardo contro le invasioni straniere.

## Economia
L'economia della cittadina si basa sulla coltivazione delle olive, l'estrazione dell'olio d'oliva, la pesca, l'industria agro-alimentare, l'industria dei mobili e quella dei tessuti. Sul territorio del Mahres si trova uno degli oliveti più grandi dell'Africa intera.
Inoltre, il porto peschereccio, inaugurato dall'allora presidente Habib Bourguiba il 21 aprile, 1987, funge anche da luogo di ricreazione per gli abitanti della cittadina oltre che un ruolo prettamente economico.
A 9 km a nord della cittadina, si trova l'impianto del gas SIAP, gestito dal gruppo britannico British Gas che fornisce il 50% del fabbisogno tunisino per quel che riguarda il gas naturale.
Mahres gode di un'ottima reputazione nella regione grazie alla sua lunghissima spiaggia che si chiama Chaffar, la quale si trova a 3 km a nord della cittadina ed viene visitata soprattutto dagli abitanti di Sfax.

## Cultura
A Mahres si tiene, ininterrottamente dal 1988, il Festival Internazionale delle Arti Plastiche.